# Éverton Sousa Soares
Éverton Sousa Soares (Maracanaú, Ceará, Brasil, 22 de març de 1996), més conegut com a Éverton Cebolinha o simplement Éverton, és un futbolista professional brasiler que juga com a davanter pel SL Benfica de la Primeira Lliga de Portugal.

## Trajectòria

### Grêmio
Éverton va néixer a Maracanaú, Ceará, i va ingressar als juvenils de Grêmio el 2012, des del Fortaleza. Inicialment cedit, va signar un contracte permanent a l'octubre de 2013, mentre que també estava vinculat al Manchester City en el procés.
Promogut a l'esquadra principal per Enderson Moreira abans de la temporada 2014, Éverton va fer el seu debut en el primer equip el 19 de gener d'aquell any, entrant com a substitut en el segon temps Yuri Mamute en una derrota per 1-0 al Campionat Gaúcho contra el São José. El seu primer gol va arribar quatre dies després, quan va marcar el primer en la victòria per 2-1 a casa contra el Lajeadense.
Va fer el seu debut en la Serie A brasilera el 20 d'abril de 2014, reemplaçant Pará en la derrota per 1-0 davant l'Atlètic Paranaense. Rarament utilitzat durant el torneig, va començar a aparèixer més regularment durant la campanya de 2015, marcant el seu primer gol en el nivell superior el 6 de setembre en un triomf de 2-1 a casa contra el Goiás.
El 15 d'agost de 2016 va renovar el seu contracte amb el Grêmio fins a 2020. El 23 de novembre, en el partit d'anada de les finals de la Copa del Brasil de 2016, es va incorporar com a últim substitut de Douglas i va marcar l'últim gol en un 3-1 guanyat contra l'Atlètic Mineiro; va ser titular en el partit de tornada, un empat 1-1 a casa que li va atorgar el títol al Tricolor.
Va jugar el seu partit número 100 pel Grêmio el 9 de març de 2017, després de substituir Pedro Rocha en la victòria per 2-0 davant el Zamora FC en la Copa Libertadores.

### Benfica
El 14 d'agost de 2020 es va fer oficial el seu fitxatge pel SL. Benfica per a les següents cinc temporades a canvi de 20 milions d'euros.

## Internacional
És internacional amb la selecció del Brasil. Va debutar de manera oficial el 14 de juny de 2019 marcant el seu primer gol amb la selecció sentenciant la victòria per 3 a 0 sobre Bolívia en el debut en la Copa Amèrica 2019. Va marcar novament en la tercera ronda de la fase de grups en el triomf per 5 a 0 sobre el Perú. Finalment va marcar el seu tercer gol en la final obrint el marcador en la victòria 3-1 sobre el Perú. Va quedar com a màxim golejador de la competició al costat de Paolo Guerrero, guanyant el trofeu per menys minuts jugats.